# Liste von Seen in Deutschland/C
| Name             | Stadt/Landkreis                | Land                   | Fläche in km² |
| ---------------- | ------------------------------ | ---------------------- | ------------- |
| Caarpsee         | Rechlin                        | Mecklenburg-Vorpommern | 0,412         |
| Cambser See      | Cambs                          | Mecklenburg-Vorpommern | 2,85          |
| Canower See      | Canow                          | Mecklenburg-Vorpommern | 0,5           |
| Cappenberger See | Lünen                          | Nordrhein-Westfalen    | 0,035         |
| Caputher See     | Schwielowsee                   | Brandenburg            | 0,54          |
| Carwitzer See    | Feldberger Seenlandschaft      | Mecklenburg-Vorpommern | 3,95          |
| Chiemsee         | Traunstein, Rosenheim          | Bayern                 | 79,9          |
| Classee          | Rechlin                        | Mecklenburg-Vorpommern |               |
| Clausensee       | Südwestpfalz                   | Rheinland-Pfalz        | 0,45          |
| Colpinsee        | Kloster Lehnin                 | Brandenburg            |               |
| Concordiasee     | Erftstadt                      | Nordrhein-Westfalen    | 0,119         |
| Concordiasee     | Nachterstedt                   | Sachsen-Anhalt         | 3,5           |
| Conventer See    | Bad Doberan                    | Mecklenburg-Vorpommern | 0,91          |
| Cospudener See   | Leipzig, Markkleeberg, Zwenkau | Sachsen                | 4,3           |
| Cossensee        | Krakow am See                  | Mecklenburg-Vorpommern |               |
| Cottbuser Ostsee | Cottbus                        | Brandenburg            | 19            |
| Cramoner See     | Cramonshagen                   | Mecklenburg-Vorpommern | 0,53          |
| Crassensee       | Seegrehna                      | Sachsen-Anhalt         | 0,10          |
| Crivitzer See    | Crivitz                        | Mecklenburg-Vorpommern | 0,37          |
| Cümmerer See     | Peenemünde                     | Mecklenburg-Vorpommern |               |